# Platyrrhinus angustirostris
Platyrrhinus angustirostris (Velazco, Gardner & Patterson, 2010) è un pipistrello della famiglia dei Fillostomidi diffuso nell'America meridionale.

## Descrizione

### Dimensioni
Pipistrello di piccole dimensioni, con la lunghezza totale tra 52 e 58 mm, la lunghezza dell'avambraccio tra 34,7 e 39,2 mm, la lunghezza del piede tra 11 e 13 mm, la lunghezza delle orecchie di 16 mm.

### Aspetto
La pelliccia è corta e con i singoli peli dorsali bicolori. Le parti dorsali sono marroni scure con una sottile striscia sottile ma visibile più chiara che si estende dalla zona tra le spalle fino alla groppa, mentre le parti ventrali sono grigio scure. Il muso è corto e largo. La foglia nasale è ben sviluppata e lanceolata. Due strisce bianche sono presenti su ogni lato del viso, la prima si estende dall'angolo esterno della foglia nasale fino a dietro l'orecchio, mentre la seconda parte dell'angolo posteriore della bocca e termina alla base del padiglione auricolare.  Le orecchie sono larghe, triangolari, ampiamente separate e con diverse pieghe poco marcate sulla superficie interna. Il trago è piccolo ed appuntito. Le ali sono attaccate posteriormente alla base dell'alluce. I piedi sono ricoperti di peli densi e lunghi. È privo di coda, mentre l'uropatagio è ridotto ad una sottile membrana lungo la parte interna degli arti inferiori, con il margine libero densamente frangiato e a forma di U rovesciata. Il calcar è corto.

## Distribuzione e habitat
Questa specie è diffusa in Venezuela, Colombia centrale, Ecuador orientale e Perù settentrionale.

## Conservazione
Questa specie, essendo stata scoperta solo recentemente, non è stata sottoposta ancora a nessun criterio di conservazione.